# Опел комбо
Опел комбо је минивен немачког произвођача аутомобила Опела, који се производи од 1987. до данас.
Произведен је пет генерација:
- Опел комбо кадет производио се од 1987. до 1993. године
- Опел комбо Б производио се од 1993. до 2001. године
- Опел комбо Ц производио се од 2001. до 2011. године
- Опел комбо Д производио се од 2011. до 2018. године
- Опел комбо Е производи се од 2018. године